# Українські антології
- Список українських антологій XIX–XX століть
- Список українських антологій XXI століття
- Список українських літературних хрестоматій
- Різномовні антології письменників України
- Антології іноземної літератури в українському перекладі
- Антології української літератури в перекладі іншими мовами